# Erika Baarmann
Erika Baarmann (* 12. Dezember 1935 in Weimar) ist eine deutsche Illustratorin.
Erika Baarmann absolvierte von 1950 bis 1953 eine Lehre als Porzellanmalerin. Danach studierte sie bis 1958 in Leipzig an der Hochschule für Grafik und Buchkunst. Von 1958 bis 1959 arbeitete sie als Gebrauchsgraphikerin bei der DEWAG Werbung Halle (Saale) und danach in  Berlin freischaffend als Illustratorin, vorwiegend von Kinderbüchern, von denen mehrere als „Schönste Bücher“ ausgezeichnet wurden. Sie war bis 1990 Mitglied des Verbands Bildender Künstler der DDR.

## Ausstellungen
- 1962 bis 1988: Dresden, Fünfte Deutsche Kunstausstellung bis X. Kunstausstellung der DDR
- 1979: Berlin, Ausstellungszentrum am Fernsehturm („Buchillustrationen in der DDR. 1949 – 1979“)
- 1986: Berlin, Bezirkskunstausstellung Gebrauchsgrafik